# Красногуляевское городское поселение
Красногуля́евское городско́е поселе́ние — муниципальное образование в составе Сенгилеевского района Ульяновской области. Административный центр — рабочий посёлок Красный Гуляй. 

## Население
| 2010  | 2012  | 2013  | 2014  | 2015  | 2016  | 2017  |
| ----- | ----- | ----- | ----- | ----- | ----- | ----- |
| 3019  | ↗3035 | ↗3051 | ↘3024 | ↘2978 | ↘2937 | ↘2898 |
| 2018  | 2019  | 2020  | 2021  |       |       |       |
| ↘2813 | ↘2761 | ↘2734 | ↘2648 |       |       |       |

## Состав городского поселения
В состав поселения входят 3 населённых пункта: 1 рабочий посёлок, 1 посёлок и 1 разъезд.
| № | Населённый пункт            | Тип населённого пункта                  | Население |
| - | --------------------------- | --------------------------------------- | --------- |
| 1 | Красный Гуляй               | рабочий посёлок, административный центр | ↘2630     |
| 2 | Красный Гуляйчик            | посёлок                                 | 17        |
| 3 | 35 км железнодорожного пути | разъезд                                 | 2         |